# Gazal
El ghazal, gazal, gazel, ghazel o gacela (en árabe/persa/urdu: غزل; hindi: ग़ज़ल; panyabí: ਗ਼ਜ਼ਲ, غزل; turco: gazel; bengalí গ়জ়ল; tártaro: gazäl) es un género lírico (forma poética) que consiste en coplas y estribillos, con cada verso compartiendo el mismo medidor.
Es propio de las literaturas árabe, persa, turca y urdu. En la literatura árabe se trata de un poema cuya etimología está emparentada con las ideas de piropo, cumplido, etc. De la misma raíz deriva la forma tagazzul, "componer poesías amorosas". Conceptualmente el gazal tiene estrecha relación con el nasib (o tasbib), prólogo amoroso que sirve de introducción junto con el rahil (descripción de un viaje por el desierto), al tema panegírico que caracteriza la composición poética llamada qasida.

## Historia
Este género se desarrolló a finales del siglo VII en Arabia. Los gazal inician con un pareado, cuya rima es repetida en todas las líneas pares subsiguientes, mientras que las líneas impares no tienen rima. Los dos principales tipos de gazel son originarios de la región de Hiyaz (hoy la parte noroeste de Arabia Saudita) e Irak. Alcanzó su más grande refinamiento en los trabajos de Hafiz.
Su origen es atribuido por los historiadores de la literatura árabe a distintos autores: Ibn Hidám, Muhalhil y Imru'-Qays; al margen de quien fuera realmente su inventor, estos tres escritores están relacionados con el núcleo poético de Hira, en el cual, a fines del siglo VI, debió recibir su forma definitiva e integrarse en la casida como una parte más de la misma. Cuando un siglo después el tema amoroso se desgajó del marco tripartita de la casida para reanudar su vida independiente recibió el nombre de gazal, el cual se aplicó también a los versos o grupos de versos sueltos de cualquier época cuya temática fuera la misma que la del nasib. A partir de este momento (siglo VIII), puede seguirse la evolución del género con seguridad.

## Características
Una gacela puede ser entendida como una expresión poética de ambos el dolor de la pérdida o la separación y la belleza del amor a pesar de ese dolor. La forma es muy antiguo, originario de 6.º siglo verso árabe preislámica. Se deriva de la casida árabe panegírico. Los requisitos estructurales de la gacela son similares a los que en rigor del soneto petrarquista. En su estilo y el contenido es un género que ha demostrado ser capaz de una extraordinaria variedad de expresión alrededor de sus temas centrales del amor y la separación. Es una de las principales formas poéticas que la civilización indo-persa-árabe que ofrece al mundo islámico oriental.
La lengua es mucho más sencilla que la utilizada por los cultivadores de la qasida en los correspondientes nasib; las ideas que se desarrollan son atrevidas, hasta el punto de que hubo padres que prohibieron a sus hijas que leyeran los gazales. Las escenas descritas son reflejo, muchas veces, de hechos reales y en los versos aparecen figuras que luego fueron típicas de esta poesía, tales como el ragib o espía, el edil o censor y el kásih (malvado, ruin).
En el dominio lingüístico del persa, el gazal nació al desgajarse el nasib o nasb del resto de la qasida, constiyendo una estrofa independiente de cinco a 12 versos que se utilizó para cantar temas como el vino y la primavera, que podían emparentarse con el propiamente amoroso. A lo largo del tiempo se insertó, mediante una hábil transición, el apodo poético del autor (tajallus) en el último verso.

## Autores
Han compuesto ghazales numerosos poetas persas como Yalaloddin Rumí, Saadí de Shiraz (siglo XIII) o Hafez (siglo XIV), los tártaros de Kazán Säif Sarai, Ömmi Kamal (siglo XIV) y Qolshärif (siglo XVI), el poeta azerí Fizuli (siglo XVI), así como Mirza Ghalib (1797-1869) y Muhammad Iqbal (1877 -1938), ambos de los cuales escribió gazales en persa y urdu. Gracias a la influencia de Johann Wolfgang von Goethe (1749-1832), la gacela se hizo muy popular en Alemania en el siglo XIX, y la forma fue utilizada ampliamente por Friedrich Rückert (1788-1866) y August von Platen (1796-1835). El poeta cachemir-estadounidense Agha Shahid Ali era un defensor de la forma, tanto en inglés como en otras lenguas; editó un volumen de "gazales reales" en inglés.
En algunos gazales el nombre del poeta aparece en alguna parte del último verso.
Algunos poetas españoles como Federico García Lorca, que recoge en Andalucía la tradición de los poetas árabes andalusíes, estadounidenses como Adrienne Rich o suizos como Gottfried Keller, han empleado variantes del género en sus obras.